# Кубок шотландської ліги з футболу 2001—2002
Кубок шотландської ліги 2001–2002 — 56-й розіграш Кубка шотландської ліги. Змагання проводиться за системою «плей-оф», де і визначають переможця. Переможцем став Рейнджерс.

## Календар
| Раунд        | Дата                          | Матчі | Клуби   |
| ------------ | ----------------------------- | ----- | ------- |
| Перший раунд | 2-12 вересня 2001             | 14    | 42 → 28 |
| Другий раунд | 25-26 вересня 2001            | 12    | 28 → 16 |
| 1/8 фіналу   | 9 жовтня - 6 листопада 2001   | 8     | 16 → 8  |
| 1/4 фіналу   | 27 листопада - 19 грудня 2001 | 4     | 8 → 4   |
| 1/2 фіналу   | 5-6 лютого 2002               | 2     | 4 → 2   |
| Фінал        | 17 березня 2002               | 1     | 2 → 1   |

## Перший раунд
| Команда 1            | Рахунок      | Команда 2                     |
| -------------------- | ------------ | ----------------------------- |
| 2 вересня 2001       |              |                               |
| Елгін Сіті (4)       | 2:3          | Странрар (3)                  |
| 11 вересня 2001      |              |                               |
| Ейрдрі Юнайтед (2)   | 3:0          | Грінок Мортон (3)             |
| Альбіон Роверз (4)   | 0:2          | Інвернесс Каледоніан Тісл (2) |
| Аллоа Атлетік (3)    | 4:0          | Пітергед (4)                  |
| Бервік Рейнджерс (3) | 0:3          | Партік Тісл (2)               |
| Клайд (2)            | 2:2 пен. 4:2 | Стенхаузмур (3)               |
| Дамбартон (4)        | 2:0          | Клайдбанк (3)                 |
| Іст Файф (4)         | 1:0          | Арброт (2)                    |
| Іст Стерлінгшир (4)  | 0:3          | Квін оф зе Саут (3)           |
| Форфар Атлетік (3)   | 1:2          | Фолкерк (2)                   |
| Рейт Роверз (2)      | 1:0          | Монтроз (4)                   |
| Росс Каунті (2)      | 3:0          | Бріхін Сіті (4)               |
| 12 вересня 2001      |              |                               |
| Квінз Парк (4)       | 0:1          | Гамільтон Академікал (3)      |
| Стерлінг Альбіон (4) | 3:2          | Ковденбіт (3)                 |

## Другий раунд
| Команда 1                     | Рахунок      | Команда 2         |
| ----------------------------- | ------------ | ----------------- |
| 25 вересня 2001               |              |                   |
| Фолкерк (2)                   | 0:2          | Рейт Роверз (2)   |
| Ейрдрі Юнайтед (2)            | 2:1          | Мотервелл         |
| Росс Каунті (2)               | 0:0 пен. 5:4 | Гарт оф Мідлотіан |
| Данді Юнайтед                 | 3:0          | Дамбартон (4)     |
| Ейр Юнайтед (2)               | 4:0          | Странрар (3)      |
| Квін оф зе Саут (3)           | 1:2          | Абердин           |
| 26 вересня 2001               |              |                   |
| Данфермлін Атлетік            | 3:0          | Аллоа Атлетік (3) |
| Клайд (2)                     | 1:2          | Сент-Джонстон     |
| Гамільтон Академікал (3)      | 0:2          | Данді             |
| Інвернесс Каледоніан Тісл (2) | 3:3 пен. 4:2 | Партік Тісл (2)   |
| Стерлінг Альбіон (4)          | 2:1          | Сент-Міррен (2)   |
| Лівінгстон                    | 3:0          | Іст Файф (4)      |

## 1/8 фіналу
| Команда 1          | Рахунок      | Команда 2                     |
| ------------------ | ------------ | ----------------------------- |
| 9 жовтня 2001      |              |                               |
| Абердин            | 1:6          | Лівінгстон                    |
| Ейр Юнайтед (2)    | 0:0 пен. 5:4 | Кілмарнок                     |
| Данді Юнайтед      | 3:2 дч       | Сент-Джонстон                 |
| Данфермлін Атлетік | 1:1 пен. 1:4 | Інвернесс Каледоніан Тісл (2) |
| Рейт Роверз (2)    | 0:2          | Гіберніан                     |
| Рейнджерс          | 3:0          | Ейрдрі Юнайтед (2)            |
| Росс Каунті (2)    | 2:1          | Данді                         |
| 6 листопада 2001   |              |                               |
| Селтік             | 8:0          | Стерлінг Альбіон (4)          |

## 1/4 фіналу
| Команда 1         | Рахунок | Команда 2                     |
| ----------------- | ------- | ----------------------------- |
| 27 листопада 2001 |         |                               |
| Гіберніан         | 2:0     | Данді Юнайтед                 |
| 28 листопада 2001 |         |                               |
| Ейр Юнайтед (2)   | 5:1     | Інвернесс Каледоніан Тісл (2) |
| Росс Каунті (2)   | 1:2     | Рейнджерс                     |
| 19 грудня 2001    |         |                               |
| Лівінгстон        | 0:2     | Селтік                        |

## 1/2 фіналу
| Команда 1     | Рахунок | Команда 2       |
| ------------- | ------- | --------------- |
| 5 лютого 2002 |         |                 |
| Рейнджерс     | 2:1 дч  | Селтік          |
| 6 лютого 2002 |         |                 |
| Гіберніан     | 0:1 дч  | Ейр Юнайтед (2) |

## Фінал
| 17 березня 2002 |

| Ейр Юнайтед (2) | 0:4      | Рейнджерс                                    |
| --------------- | -------- | -------------------------------------------- |
|                 | Протокол | Флу 44' Фергюсон 49' (пен.) Каніджа 75', 90' |

| Гемпден-Парк, Глазго Глядачів: 50 076 Арбітр: Г'ю Даллас |